# 虞大復
虞大復（1581年—？），字元見，號来初，南直隶镇江府金坛县人，明朝政治人物。

## 生平
万历三十四年（1606年）丙午科应天乡试第三十七名举人，三十五年（1607年）丁未科會試第五名，三甲一百四十二名進士，戶部觀政，三十六年二月授福建海澄知县，本年调崇安知县，四十三年補清丰知县，四十四年考察，四十六年補順天府照磨，四十七年升本府通判，天启二年升户部河南司主事，三年拾遗，降长芦运判，四年升南户部主事，五年管淮安鈔关，六年升礼部祠祭司主事，升郎中，七年升浙江僉事，升江西参议，崇祯二年拾遗，閑住。

## 家族
曾祖虞蕃。祖父虞岳。父虞立道，實授鴻臚寺署丞。前母于氏，母湯氏。严侍下。兄德伸、虞德隆（同科进士）、德懋、大受。弟大定、德燁。